# Gorō Miyazaki
Gorō Miyazaki (jap. 宮崎 吾朗 Miyazaki Gorō; ur. 21 stycznia 1967 w Tokio) – japoński architekt krajobrazu i reżyser filmów animowanych. Od 1998 związany z wytwórnią Studio Ghibli, której współzałożycielem i najbardziej znaną postacią jest jego ojciec Hayao Miyazaki.

## Życiorys

### Architekt i muzealnik
Gorō Miyazaki był nastolatkiem, gdy jego ojciec oraz Isao Takahata założyli Studio Ghibli, które szybko stało się jedną z najbardziej rozpoznawalnych marek w świecie japońskiej animacji. Początkowo nie chciał iść w ślady Miyazakiego seniora i jako przedmiot swoich studiów wybrał architekturę krajobrazu, którą skończył w Szkole Rolnictwa Uniwersytetu Shinshū w Nagano. Przez pierwszych kilka lat po studiach pracował jako projektant parków i ogrodów. W 1998 został zaproszony przez ojca do udziału w zespole projektującym powstające wówczas Muzeum Ghibli, należące do wytwórni muzeum animacji i sztuki nowoczesnej w Tokio. Po jego otwarciu w 2001 roku został dyrektorem Muzeum i zajmował to stanowisko przez cztery lata. 

### Opowieści z Ziemiomorza
W 2003 Hayao Miyazaki uzyskał po wielu latach starań zgodę Ursuli K. Le Guin na ekranizację jej książek z cyklu Ziemiomorze. Ze względu na inne zobowiązania nie był w stanie osobiście wyreżyserować filmu i poprosił prezesa Studia Ghibli Toshio Suzukiego, aby znalazł innego reżysera dla tej produkcji. Suzuki wybrał do tej roli Gorō Miyazakiego, co spotkało się ze zdecydowanym sprzeciwem jego ojca, który uważał, iż Gorō Miyazaki ma jeszcze za mało artystycznego doświadczenia, aby udźwignąć obowiązki reżysera. Mimo to film powstał. Opowieści z Ziemiomorza spotkały się z mieszanymi reakcjami. Z jednej strony zostały nominowane do Nagrody Japońskiej Akademii Filmowej w kategorii Najlepszy Film Animowany, a także zaproszone do sekcji pozakonkursowej festiwalu w Wenecji. Z drugiej strony otrzymały dwie japońskie Złote Maliny (dla najgorszego filmu i najgorszego reżysera), zostały także chłodno przyjęte przez samą pisarkę, która uznała je za film dobry, lecz stanowczo zbyt odległy od napisanego przez nią oryginału literackiego.

### Makowe Wzgórze
W 2011 na ekrany kin wszedł drugi film wyreżyserowany przez Gorō Miyazakiego, Makowe Wzgórze, znany też pod swoim angielskim tytułem From Up on Poppy Hill. Tym razem Miyazaki ojciec i Miyazaki syn zgodnie współpracowali - Hayao był współscenarzystą filmu. Obraz ten okazał się najbardziej dochodowym japońskim filmem 2011 roku pod względem wpływów z wyświetlania w kinach. Otrzymał także Nagrodę Japońskiej Akademii Filmowej dla najlepszego filmu animowanego.